# János Göröcs
János Göröcs (Gánt, 8 de maio de 1939 – Budapeste, 23 de fevereiro de 2020) foi um futebolista húngaro, que atuou como meia.

## Carreira
Göröcs fez parte do elenco da Seleção Húngara que conquistou a medalha de bronze nos Jogos Olímpicos de 1960. Também participou na Copa do Mundo de 1962.

## Morte
Morreu no dia 23 de fevereiro de 2020, aos 80 anos.